# Мустонен, Ристо
Ристо Мустонен (фин. Risto Mustonen, 24 апреля 1875 — 3 марта 1941) — финский борец греко-римского стиля, призёр чемпионата мира.

## Биография
Родился в 1875 году в окрестностях Лиексы. В 1912 году принял участие в Олимпийских играх в Стокгольме в состязаниях по греко-римской борьбе, но неудачно.
После Первой мировой войны, выступая уже за независимую Финляндию, в 1921 году завоевал бронзовую медаль чемпионата мира.